# Cucumaria obscura
Cucumaria obscura is een zeekomkommer uit de familie Cucumariidae.
De wetenschappelijke naam van de soort werd in 2006 gepubliceerd door V.S. Levin.